# استبان کامبیاسو
استبان کامبیاسو (به اسپانیایی: Esteban Cambiasso) (زادهٔ ۱۸ اوت ۱۹۸۰) بازیکن فوتبال اهل آرژانتین است و تا کنون در تیمهای ایندیپندنته، ریورپلاته، رئال مادرید، اینتر میلان، لستر سیتی، المپیاکوس بازی کرده‌است و ۵۲ بازی ملی برای تیم ملی فوتبال آرژانتین انجام داده‌است و ۵ گل ملی هم به ثمر رسانده‌ است.